# 桃樂西·沃爾頓
桃樂西·露易絲·沃爾頓，CM（Dorothy Louise Walton，1909年8月7日—1981年10月17日），娘家姓麥肯錫（McKenzie），是加拿大羽球運動員，也是唯一一位贏得全英羽球錦標賽的加拿大選手。
桃樂西·沃爾頓出生於薩斯喀徹溫省的斯威夫特卡倫特。1939年，她贏得全英羽球錦標賽女子單打冠軍。她也曾在加拿大國家羽球錦標賽得過3次女子單打冠軍及1次女子雙打冠軍。
桃樂西·沃爾頓是加拿大消費者協會的創始成員，並於1950年至1953年擔任總裁。
1961年，她入選加拿大體育名人堂。1966年，她入選薩斯喀徹溫省體育名人堂。1971年，她入選加拿大奧林匹克名人堂。1973年，她獲得加拿大勳章，那是加拿大最高的平民榮譽。